# فرهاد اوزترون
فرهاد اوزترون (انگلیسی: Ferhat Öztorun؛ زادهٔ ۸ مهٔ ۱۹۸۷) بازیکن فوتبال اهل ترکیه است.
از باشگاه‌هایی که در آن بازی کرده‌است می‌توان به باشگاه فوتبال گالاتاسرای، باشگاه فوتبال اردواسپور، باشگاه فوتبال ترابزون‌اسپور، باشگاه فوتبال مانیسااسپور، و باشگاه فوتبال استانبول باشاک‌شهر اشاره کرد.
وی همچنین در تیم‌های ملی فوتبال زیر ۲۱ سال ترکیه و ترکیه بی بازی کرده‌است.